# Nic Pizzolatto
Nicholas Austin "Nic" Pizzolatto (18. listopada 1975.) je američki književnik, pisac kratkih priča, scenarist i producent.
Široj javnosti najpoznatiji je po televizijskoj seriji Pravi detektiv koju je osmislio i napisao u cijelosti.

## Vanjske poveznice
- Nic Pizzolatto u internetskoj bazi filmova IMDb-u (engl.)